# Pseudophyllomimus bruneri
Pseudophyllomimus bruneri är en insektsart som beskrevs av Heinrich Hugo Karny 1924. Pseudophyllomimus bruneri ingår i släktet Pseudophyllomimus och familjen vårtbitare. Inga underarter finns listade i Catalogue of Life.